# 山田町 (千葉県)
山田町（やまだまち）は、かつて千葉県香取郡にあった町。千葉県の北東部に位置していた。
2004年に町制50周年を迎えたが、2006年3月27日付で新設合併により香取市となって消滅した。

## 地理

### 隣接していた自治体
- 香取郡
  - 小見川町
  - 東庄町
  - 栗源町
  - 多古町
- 旭市
- 匝瑳市

## 歴史

### 沿革
- 1954年（昭和29年）8月1日 - 府馬町、八都村、山倉村が合併し山田町が発足[2]。
- 1974年（昭和49年）3月23日 - 仁良地内から出火。20棟が焼失する火災となる[3]。
- 1988年（昭和63年）4月21日 - 東総有料道路が供用開始[4]。
- 2006年（平成18年）3月27日 - 町新庁舎が完成[5]。
- 2006年（平成18年）3月27日 - 佐原市、小見川町、栗源町とともに新設合併して香取市が発足[1]。同日付で山田町は廃止。

### 行政区域変遷
- 変遷の年表

| 山田町町域の変遷（年表） | 山田町町域の変遷（年表） | 山田町町域の変遷（年表） |
| 年                       | 月日                     | 旧山田町町域に関連する行政区域変遷 |
| ------------------------ | ------------------------ | --- |
| 1889年（明治22年）       | 4月1日                   | 町村制施行に伴い、以下の村が発足。 - 府馬村 ← 府馬村・志高村・古内村・長岡村 - 八都村 ← 田部村・竹ノ内村・小見村・川上村・米野井村・高野村・神生村・仁良村 - 山倉村 ← 新里村・桐谷村・小川村・鳩山村・大角村・山倉村 |
| 1925年（大正14年）       | 10月1日                  | 府馬村が町制施行し府馬町となる。 |
| 1954年（昭和29年）       | 8月1日                   | 府馬町・八都村・山倉村が合併し山田町が発足。 |
| 2006年（平成18年）       | 3月27日                  | 佐原市・小見川町・栗源町とともに新設合併して香取市が発足。同日付で山田町は廃止。 |

- 変遷表

| 山田町町域の変遷表 | 山田町町域の変遷表 | 山田町町域の変遷表 | 山田町町域の変遷表   | 山田町町域の変遷表    | 山田町町域の変遷表     | 山田町町域の変遷表 |
| 1868年 以前        | 1868年 以前        | 明治22年 4月1日    | 明治22年 - 昭和19年  | 昭和20年 - 昭和64年   | 平成元年 - 現在        | 現在               |
| ------------------ | ------------------ | ------------------ | -------------------- | --------------------- | ---------------------- | ------------------ |
|                    | 府馬村             | 府馬村             | 大正14年10月1日 町制 | 昭和29年8月1日 山田町 | 平成18年3月27日 香取市 | 香取市             |
|                    | 志高村             | 府馬村             | 大正14年10月1日 町制 | 昭和29年8月1日 山田町 | 平成18年3月27日 香取市 | 香取市             |
|                    | 古内村             | 府馬村             | 大正14年10月1日 町制 | 昭和29年8月1日 山田町 | 平成18年3月27日 香取市 | 香取市             |
|                    | 長岡村             | 府馬村             | 大正14年10月1日 町制 | 昭和29年8月1日 山田町 | 平成18年3月27日 香取市 | 香取市             |
|                    | 田部村             | 八都村             | 八都村               | 昭和29年8月1日 山田町 | 平成18年3月27日 香取市 | 香取市             |
|                    | 竹ノ内村           | 八都村             | 八都村               | 昭和29年8月1日 山田町 | 平成18年3月27日 香取市 | 香取市             |
|                    | 小見村             | 八都村             | 八都村               | 昭和29年8月1日 山田町 | 平成18年3月27日 香取市 | 香取市             |
|                    | 川上村             | 八都村             | 八都村               | 昭和29年8月1日 山田町 | 平成18年3月27日 香取市 | 香取市             |
|                    | 米野井村           | 八都村             | 八都村               | 昭和29年8月1日 山田町 | 平成18年3月27日 香取市 | 香取市             |
|                    | 高野村             | 八都村             | 八都村               | 昭和29年8月1日 山田町 | 平成18年3月27日 香取市 | 香取市             |
|                    | 神生村             | 八都村             | 八都村               | 昭和29年8月1日 山田町 | 平成18年3月27日 香取市 | 香取市             |
|                    | 仁良村             | 八都村             | 八都村               | 昭和29年8月1日 山田町 | 平成18年3月27日 香取市 | 香取市             |
|                    | 新里村             | 山倉村             | 山倉村               | 昭和29年8月1日 山田町 | 平成18年3月27日 香取市 | 香取市             |
|                    | 桐谷村             | 山倉村             | 山倉村               | 昭和29年8月1日 山田町 | 平成18年3月27日 香取市 | 香取市             |
|                    | 小川村             | 山倉村             | 山倉村               | 昭和29年8月1日 山田町 | 平成18年3月27日 香取市 | 香取市             |
|                    | 鳩山村             | 山倉村             | 山倉村               | 昭和29年8月1日 山田町 | 平成18年3月27日 香取市 | 香取市             |
|                    | 大角村             | 山倉村             | 山倉村               | 昭和29年8月1日 山田町 | 平成18年3月27日 香取市 | 香取市             |
|                    | 山倉村             | 山倉村             | 山倉村               | 昭和29年8月1日 山田町 | 平成18年3月27日 香取市 | 香取市             |

## 経済

### 特産品
- ニラ
- ネギ
- ゴボウ
- 米

## 姉妹都市
- 岩手県下閉伊郡山田町
  - 1985年10月20日付で姉妹都市提携

## 交通

### 道路
主要地方道
- 千葉県道28号旭小見川線
- 千葉県道55号佐原山田線
- 千葉県道56号佐原椿海線
- 千葉県道70号大栄栗源干潟線（東総有料道路）

一般県道
- 千葉県道114号八日市場山田線
- 千葉県道125号山田栗源線
- 千葉県道149号八日市場府馬線

## 名所・行事
- かおり風景100選 - 府馬の大クス。町内にある樹齢約1,500年の大クス（正確にはタブノキ）。
- 鯉のぼり祭り - 5月前半の連休に行われる祭り。
- 真夏のサンタ - 7月後半に開催されるフェスティバル。由来は山田の重箱読み（さんた）とサンタを掛けた洒落。
- ふれあい祭り - 山田町のビッグイベント。11月3日に行われる。文化祭も同時開催。
- 山倉の鮭祭り - 町内にある神社で行われる祭り。鮭を奉納し、その鮭の切り身を黒焼きにしたものが護符として配られ、これを食べると健康で過ごせると言われる。